# Hegyi Csaba
Hegyi Csaba (Győr, 1970–) magyar festőművész.

## Élete
Középiskoláit Tatabányán végezte, 1984-1989-ig részt vett a tatabányai Bányász Képzőművész Kör munkájában, alkotótáborain és kiállításain. Krajcsirovits Henrik útmutatása, a körben szerzett baráti kapcsolatai, szakmai tapasztalatai iránymutatóak voltak számára. 1990-1995 között a Janus Pannonius Tudományegyetem rajz-vizuális nevelés szak diákja, Pinczehelyi Sándor osztályában művésztanári diplomát szerzett. 1992-ben elnyerte a Tatabányai Városi Tárlat fődíját. 1996-1999 között a Janus Pannonius Tudományegyetem DLA képzésén tanult, ahol mestere Keserű Ilona. Tagja a Magyar Alkotóművészek Országos Egyesületének, a Baranya Megyei Alkotóművészek Egyesületének, a Közelítés Művészeti Egyesület tiszteletbeli tagja, Derkovits Gyula képzőművészeti ösztöndíjas (2001-2003).

## Munkássága
1996-tól oktatója a Pécsi Tudományegyetem Művészeti Karának, többek között a festészet szakmaiságát, a népi tárgyalkotás hagyományát, az outsider művészet és a képzőművészet-terápia, illetve témavezetőként doktori kutatások gyakorlati és elméleti vonatkozásait oktatja. A hagyományos paraszti kultúra és a kortárs művészet, az ornamentika és a minta kapcsolatáról tart angol nyelven szemináriumi gyakorlatokat. A szabad művészetek doktora, habilitált egyetemi docens, dékánhelyettes, a Doktori Iskola törzstagja.
Aktívan részt vett a Sepsiszentgyörgyi Képzőművészeti Tanszék megalapításának az előkészítésében és az ehhez kapcsolódó csángó tehetséggondozási program vezetésében, a művészetterápia mesterszak létesítésének és indításának a kidolgozásában, illetve a Színerő nemzetközi szimpóziumaiban.

## Kiállítások
Számos hazai és nemzetközi szimpózium, művésztelep, színházi produkció és kiállítás résztvevője Romániában, Szerbiában, Ausztriában, Német-, Olasz-, Horvát- és Törökországban.

### Egyéni kiállítások (válogatás)
- 1993 Pécs, Művészetek háza
- 1997 Budapest, Vízivárosi Galéria
- 1998 Pécs, Közelítés Galéria, Nomen Nesclo: Sűrített Paradicsom, Nature More
- 2000 Pécs, Kisgaléria, Szimpla realizmus[3]
- 2000 Pécs, Művészetek Háza, Idegen

### Csoportos kiállítások (válogatás)
- 1999. jún. 1-13. Hegyi Csaba, Nagy Attila, Nagy Ottó, Nyilas Márta, a JPTE MK Képzőművészeti Mesteriskola DLA hallgatóinak zárókiállítása, Janus Pannonius Múzeum, Múzeum Galéria Pécs, Káptalan u. 4.

## Díjai
Több, mint két évtizedes művészi, illetve sokrétű művészetpedagógiai munkája elismeréseként, 2022-ben a Magyar Érdemrend Lovagkeresztje kitüntetésben részesült.

## Munkái közgyűjteményekben
- Hordozható maradandóság, 1993, fa, üveg, fólia, 10x10 cm. A Janus Pannonius Múzeum tulajdona.
- Futó hideg a háton. 1995, olaj, papírkollázs, 140 x100 cm. A Pécsi Tudományegyetem (Klimo Könyvtár és Egyetemtörténeti Kiállítás) tulajdona.
- A semmi nem bonyolult, a minden nem egyszerű. 1997, analóg fotó, 30 x 30 cm. A Magyar Fotográfiai Múzeum tulajdona.
- Színerő I. 2007, Zsolnay sorozat 1. Tandori Dezső Ördöglakat című könyvének köszöntése. (A festményen olvasható szöveg: Táltos nehéz teherrel a Tejtó partján / 2 szamár lapockája.) Pigment, enyv, vászon, 330x210 cm.
- „Spanyolnátha” Füzetsorozat egyik lapja 2012
- Ars poetica, mint ekphraszisz (fölirat a zsebemben). 2014, digitális fotó
- Kompozíció egy klézsei mintáról, 2016, enkausztika, 80x100 cm. A Pécsi Tudományegyetem (Rektori Hivatal) tulajdona.
- Tórusz hét koncentrikus síkmetszettel, 2018, körfénycső, fojtó, gyújtó, foglalat, kábelek, 30x100x100 cm
- Önismeret, 2021, 82x162 cm, enkausztika, vászon
- Színerő X. Évközi vasárnap, 2022, enkausztika, 892x1030 cm